# Charles Devaux
Pour les articles homonymes, voir Devaux et Vaux.
Charles Devaux, dit le baron de Vaux, né le 3 septembre 1843 à Bailleul (Nord) et mort le 2 décembre 1915 à Paris, est un cavalier puis écrivain et journaliste sportif français.

## Biographie
Né à Bailleul le 3 septembre 1843, Arthur-Charles Devaux est le fils d'Adèle-Eugénie Devaux, née Gounsart (1822-1891), et d'Emmanuel-Louis-Henri Devaux (1810-1866), visiteur des douanes. Celui-ci est le fils de Charles-Maurice Devaux (1774-1856), inspecteur des douanes en retraite, et le petit-fils de Jean-Baptiste Devaux (1730-1793). Négociant neuilléen originaire de Picardie, Jean-Baptiste Devaux avait acheté la baronnie de Champlat (1772) puis un office d'écuyer et contrôleur des guerres (1773), peu de temps avant d'épouser en secondes noces Joséphine-Cécile de Gramont (1750-1828), une fille illégitime d'Antoine VII de Gramont. Au milieu du XIXe siècle, le grand-père d'Arthur-Charles est désigné comme le « baron de Vaux ».
Le 25 octobre 1860, Charles Devaux, alors âgé de 17 ans, s'engage volontairement au 6e régiment de lanciers. Le 25 octobre 1864, il est nommé maréchal des logis. Il est « cassé » le 3 mai 1866. Le 21 juin suivant, il passe au 1er chasseurs mais, très peu de temps après, en juillet 1866, il déserte en ne rejoignant pas son régiment après une hospitalisation à Grenoble. Il est finalement amnistié en septembre 1869.
Devenu représentant de commerce, il épouse Marguerite-Mélina Devaux, fille d'un marchand bordelais, le 9 octobre 1869.
Le 5 juillet 1870, il est jugé coupable d'escroquerie et condamné à six jours de prison, qu'il purge du 13 au 19 juillet à Sainte-Pélagie.
Fin octobre 1870, il obtient une place au ministère de l'Intérieur, dans les bureaux de l'Assistance publique. Pendant la Commune, il conserve ses fonctions, qu'il exerce sous les ordres de Jules Andrieu. C'est en tant que chef du bureau central de l'assistance extérieure qu'il signe un avis publié dans le Journal officiel de la Commune du 19 avril 1871. Il quitte son poste et fuit la capitale huit jours avant l'entrée dans Paris des troupes versaillaises. Le 27 avril 1872, il est condamné par défaut à trois ans de prison pour usurpation de fonction. Devaux s'étant constitué prisonnier, il est jugé par la 3e chambre correctionnelle le 28 juin 1873. Ayant renié son engagement auprès de la Commune, qui aurait surtout eu pour but la sûreté de son épouse et de lui-même, il obtient une réduction de sa peine à six mois.

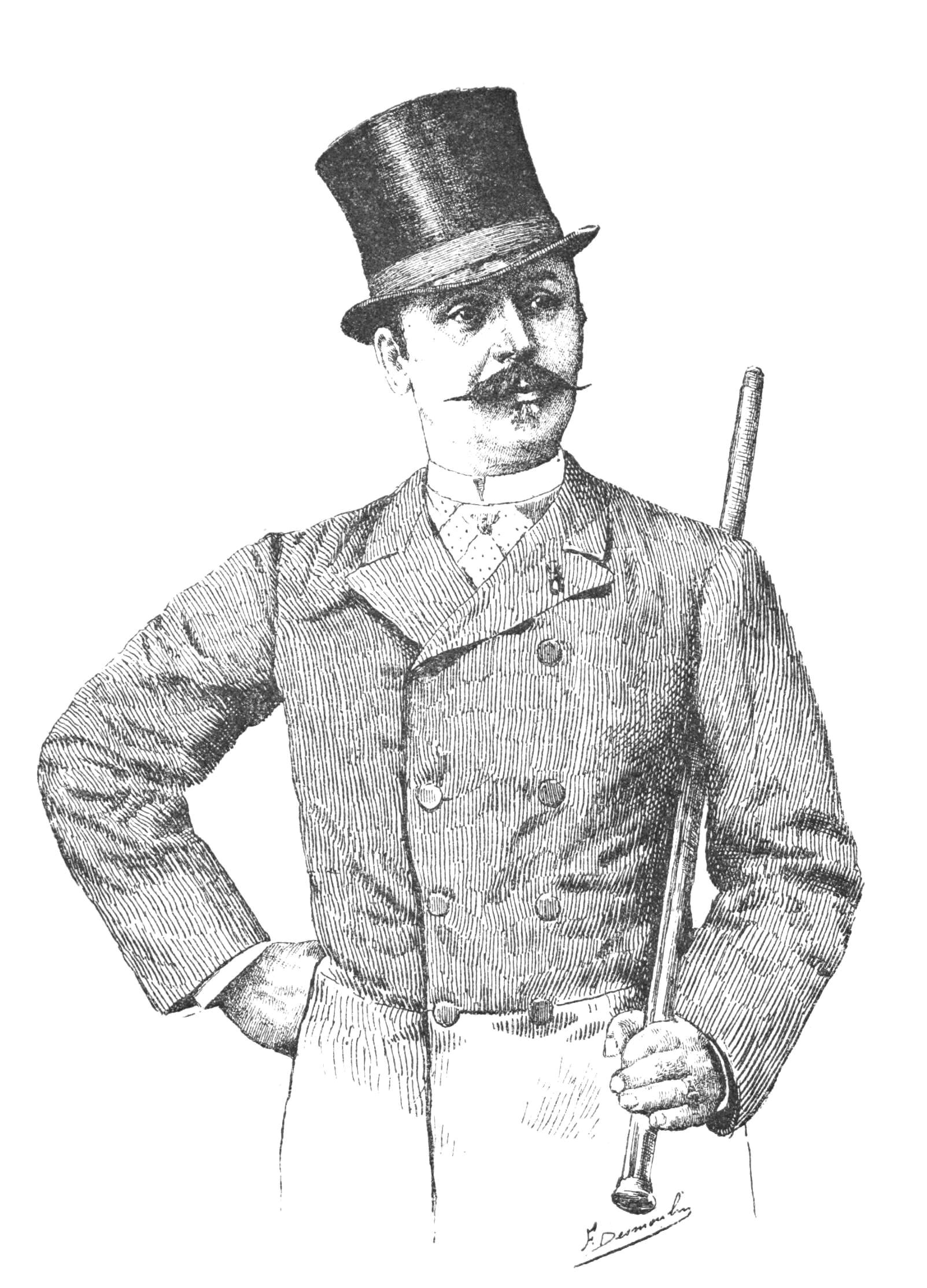
Portrait par Fernand Desmoulin du baron de Vaux, publié dans ses Hommes de cheval (Paris, Rothschild, 1888).

Au cours de la décennie suivante, Devaux débute dans le monde des lettres et du journalisme sous le pseudonyme de « baron de Vaux », hérité de son grand-père. Passionné d'équitation et grand amateur de duels, il consacre sa plume aux exploits des sportsmen. Surtout connu pour sa collaboration au Gil Blas dans les années 1880 et à la fin de sa vie, il a aussi écrit pour d'autres journaux. Au cours de sa carrière, il est mêlé plusieurs fois à des tentatives de chantage, pratique courante dans le journalisme de cette époque.
Dans sa notice du catalogue général de la Bibliothèque nationale de France, le baron de Vaux est nommé, comme son grand-père, « Charles-Maurice de Vaux ». C'est en effet sous ce nom qu'un arrêté du 14 juillet 1886 lui a conféré la décoration du Mérite agricole, ordre dans lequel il a été promu officier le 20 janvier 1894. De plus, entre le 12 et le 20 août 1898, le Gil Blas a publié en feuilleton une nouvelle de son collaborateur signée de ce nom de plume et intitulée Le Fusil du diable, que son auteur avait déjà proposée au Petit Lyonnais plus de vingt ans auparavant.
En février 1898, le baron de Vaux est appelé par Me Labori parmi les nombreux témoins à décharge du procès Zola, où son absence, justifiée par un certificat médical, est excusée. À cette occasion, l'avocat général Edmond Van Cassel (d) enquête sur sa véritable identité et sur son passif judiciaire.
Cette même année 1898, le baron de Vaux collabore au Paris. A la fin de l'année, il est annoncé à la direction d'un nouvel hebdomadaire intitulé L'Illustré mondain et sportif. De fait, entre 1899 et mars 1913, il est le rédacteur en chef de L'Illustré parisien, devenu La Vie sportive, théâtrale et mondaine en septembre 1906.
Il meurt le 2 décembre 1915 en son domicile du no 92 de l'avenue de Villiers. Ses obsèques ont lieu le surlendemain à l'église Saint-François-de-Sales.

## Publications
- Les Hommes de sport, préfacé par Alexandre Dumas fils, collectif d'illustrateurs, Paris, Marpon et Flammarion, 1888.
- À cheval, étude des races françaises et étrangères, au point de vue du cheval de selle, de course, de chasse, de trait, d'armes, collectif d'illustrateurs dont Ferdinand Bac et Clermont-Gallerande, Paris, Jules Rothschild, [1895].